# Amuria (district)
Amuria is een district in het oosten van Oeganda. Amuria telde in 2002 183.817 inwoners en in 2014 werd het aantal inwoners geschat op 183.000. De grootste bevolkingsgroep zijn de Teso.
Het district is afgesplitst van het district Katakwi en bestond uit twee counties: Amuria en Kapelebyong. In 2018 werd Kapelebyong (de meest noordelijke county) een zelfstandig district. Het district Amuria is opgedeeld in twee counties, Amuria en Orungo.